# Potenzfunktion

Graphen einiger Potenzfunktionen

Als Potenzfunktionen bezeichnet man elementare mathematische Funktionen der Form
{\displaystyle f\colon x\mapsto ax^{r}\qquad a,r\in \mathbb {R} ,\qquad a\neq 0}
Wenn man nur natürliche oder ganzzahlige Exponenten betrachtet, schreibt man für den Exponenten meistens {\displaystyle n}:
{\displaystyle f\colon x\mapsto ax^{n}\qquad n\in \mathbb {Z} .}
Ist der Exponent {\displaystyle n} eine natürliche Zahl, so ist der Funktionsterm {\displaystyle ax^{n}} ein Monom.
Aus den Potenzfunktionen mit natürlichem Exponenten {\displaystyle r} setzen sich die ganzrationalen Funktionen zusammen, aus denen mit ganzzahligem Exponenten die rationalen Funktionen.

## Spezialfälle
- konstante Funktion: {\displaystyle f\colon x\mapsto a} (für {\displaystyle r=0})
- (homogene) lineare Funktion/Proportionalität: {\displaystyle f\colon x\mapsto ax} (für {\displaystyle r=1})
- Quadratfunktion und Vielfache davon: {\displaystyle f\colon x\mapsto ax^{2}} (für {\displaystyle r=2})
- Für {\displaystyle r=1/n} mit {\displaystyle n\in \mathbb {N} } ergeben sich Wurzelfunktionen.
- Für {\displaystyle r=-1} erhält man {\displaystyle f\colon x\mapsto 1/x}.

## Definitions- und Wertemenge
Die maximal mögliche Definitionsmenge hängt vom Exponenten ab. Wenn man Wurzeln aus negativen Zahlen nicht zulässt, dann kann sie mit der folgenden Tabelle angegeben werden:
|                                      | r > 0                                | r < 0                                       |
| ------------------------------------ | ------------------------------------ | ------------------------------------------- |
| {\displaystyle r\in \mathbb {Z} }    | {\displaystyle \mathbb {R} }         | {\displaystyle \mathbb {R} \setminus \{0\}} |
| {\displaystyle r\notin \mathbb {Z} } | {\displaystyle \mathbb {R} _{0}^{+}} | {\displaystyle \mathbb {R} ^{+}}            |

Bei den Wertemengen muss man zusätzlich noch das Vorzeichen von {\displaystyle a} beachten; wenn {\displaystyle r\in \mathbb {Z} } ist, kommt es außerdem auch noch darauf an, ob {\displaystyle r} eine gerade oder ungerade Zahl ist:
|       | r > 0                                             | r > 0                        | r < 0                                             | r < 0                                       |
|       | r gerade oder {\displaystyle \notin \mathbb {Z} } | r ungerade                   | r gerade oder {\displaystyle \notin \mathbb {Z} } | r ungerade                                  |
| ----- | ------------------------------------------------- | ---------------------------- | ------------------------------------------------- | ------------------------------------------- |
| a > 0 | {\displaystyle \mathbb {R} _{0}^{+}}              | {\displaystyle \mathbb {R} } | {\displaystyle \mathbb {R} ^{+}}                  | {\displaystyle \mathbb {R} \setminus \{0\}} |
| a < 0 | {\displaystyle \mathbb {R} _{0}^{-}}              | {\displaystyle \mathbb {R} } | {\displaystyle \mathbb {R} ^{-}}                  | {\displaystyle \mathbb {R} \setminus \{0\}} |

## Graphen
Die Graphen der Potenzfunktionen mit natürlichen {\displaystyle n} heißen Parabeln {\displaystyle n}-ter Ordnung, die mit ganzzahligen negativen {\displaystyle n} Hyperbeln {\displaystyle n}-ter Ordnung. Der Parameter {\displaystyle a} drückt eine Streckung des Graphen bezüglich der {\displaystyle y}-Achse um den Faktor {\displaystyle |a|} und außerdem Spiegelung an der {\displaystyle x}-Achse aus, falls {\displaystyle a<0} ist.
Hat eine Potenzfunktion die Definitionsmenge {\displaystyle \mathbb {R} \setminus \{0\}}, dann besteht ihr Graph aus zwei Ästen, ansonsten gibt es nur einen Ast.

## Symmetrie
Nur die Graphen von Potenzfunktionen mit {\displaystyle r\in \mathbb {Z} } sind symmetrisch; genauer: sie sind gerade für gerade {\displaystyle r} und ungerade für ungerade {\displaystyle r}. Im ersten Fall ist ihr Graph achsensymmetrisch zur {\displaystyle y}-Achse, im zweiten ist er punktsymmetrisch zum Ursprung.

## Verhalten fürx→ ±∞ undx→ 0
Alle Potenzfunktionen {\displaystyle x^{r}} mit positiven Exponenten haben eine Nullstelle bei {\displaystyle x=0}, steigen (aber immer langsamer als die Exponentialfunktion {\displaystyle e^{x}}) und gehen gegen {\displaystyle +\infty } für {\displaystyle x\to +\infty }. Für {\displaystyle r\in \mathbb {Z} } ergibt sich das Verhalten für {\displaystyle x\to -\infty } aus der Symmetrie.
Alle Potenzfunktionen {\displaystyle x^{r}} mit negativen Exponenten gehen gegen {\displaystyle +\infty } für {\displaystyle x\to 0\;(x>0)}. Sie fallen und gehen gegen {\displaystyle 0} für {\displaystyle x\to +\infty }.

## Stetigkeit, Ableitung und Integration
Jede Potenzfunktion {\displaystyle f\colon x\mapsto ax^{r}} ist stetig auf ihrer Definitionsmenge.
Die zugehörige Ableitungsfunktion ist (siehe Potenzregel)
{\displaystyle f'\colon x\mapsto arx^{r-1}.}
Diese Formel gilt für alle {\displaystyle x\neq 0} und alle {\displaystyle r}, wenn {\displaystyle x^{r}} nur an der Stelle {\displaystyle x} definiert ist. Sie gilt auch an der Stelle {\displaystyle x=0}, wenn {\displaystyle r\geq 1} ist. Für {\displaystyle 0<r<1} ist die Funktion {\displaystyle x\mapsto a\,x^{r}} stetig, aber nicht differenzierbar an der Stelle {\displaystyle x=0}.
Zum Beispiel ist {\displaystyle (x{\sqrt[{3}]{x^{2}}})'={\tfrac {5}{3}}{\sqrt[{3}]{x^{2}}}} gültig in ganz {\displaystyle \mathbb {R} _{0}^{+}} (bzw. sogar in ganz {\displaystyle \mathbb {R} }, wenn man ungerade Wurzeln aus negativen Zahlen zulässt – siehe unten).
Für eine beliebige nicht negative rationale Zahl {\displaystyle r\neq -1} ist die Formel
{\displaystyle \int x^{r}\;dx={\frac {x^{r+1}}{r+1}}+C}
für alle Intervalle, die Teilmengen der Definitionsmenge sind, gültig. Für {\displaystyle r=-1} gilt
{\displaystyle \int x^{-1}\;dx=\int {\frac {1}{x}}\;dx=\ln(|x|)+C}
Zum Beispiel gilt:
{\displaystyle \int x{\sqrt[{3}]{x^{2}}}\;dx=\int x^{5/3}\;dx=3/8~x^{8/3}+C=3/8~x^{2}{\sqrt[{3}]{x^{2}}}+C}.

## Potenzfunktionen mit Wurzeln aus negativen Zahlen
In diesem Abschnitt werden nur Potenzfunktionen mit rationalem Exponenten betrachtet, bei denen der Nenner des gekürzten Exponenten ungerade ist, und es wird erklärt, wie man deren Definitionsmenge auf negative Zahlen erweitern kann. Im Folgenden wird dann erläutert, welche der oben erwähnten Eigenschaften der Funktionen dadurch geändert werden.

### Ungerade Wurzeln aus negativen Zahlen
(→ Siehe auch Potenz)
In den bisherigen Abschnitten wurde die in vielen Schulbüchern übliche Konvention verwendet, dass Wurzeln nur für nicht-negative Radikanden definiert sind. Man kann jedoch auch ungerade Wurzeln aus negativen Zahlen zulassen. Für ungerades {\displaystyle n} und beliebiges {\displaystyle x\in \mathbb {R} } definiert man, analog zur bekannten Definition für positive Radikanden:
Beispielsweise wäre nach dieser Definition die Lösung der Gleichung {\displaystyle x^{3}=-8} gegeben durch {\displaystyle x={\sqrt[{3}]{-8}}=-2} (wohingegen man nach der üblichen Definition ohne Wurzeln aus negativen Zahlen {\displaystyle x=-{\sqrt[{3}]{8}}=-2} schreiben müsste).

### Definitions- und Wertemenge
Bei Potenzfunktionen mit den eingangs erwähnten Eigenschaften kann man nun den Definitionsbereich auf negative {\displaystyle x} erweitern : Sei {\displaystyle r=n/m} mit {\displaystyle n\in \mathbb {Z} }, {\displaystyle m\in \mathbb {N} }, {\displaystyle m} dabei ungerade, und seien {\displaystyle m} und {\displaystyle n} teilerfremd, dann gilt:
{\displaystyle x^{r}={\sqrt[{m}]{x^{n}}}} {\displaystyle {\qquad }} (oder, was äquivalent ist, {\displaystyle {\quad }} {\displaystyle x^{r}=({\sqrt[{m}]{x}})^{n}}).
(Anmerkung: Ist {\displaystyle m=1}, dann ergibt dies wieder eine Potenzfunktion mit einem ganzzahligen Exponenten.)
Für {\displaystyle n>0} ist die Definitionsmenge dieser Funktion dann gleich {\displaystyle \mathbb {R} }, für {\displaystyle n<0} ist sie gleich {\displaystyle \mathbb {R} \setminus \{0\}}.
Für die Wertemenge muss man wieder das Vorzeichen von {\displaystyle a} beachten. Außerdem kommt es nun auch noch darauf an, ob eine der Zahlen {\displaystyle m} oder {\displaystyle n} gerade ist (d. h. das Produkt {\displaystyle mn} gerade ist) oder ob diese beiden Zahlen ungerade sind (d. h. das Produkt {\displaystyle mn} ungerade ist):
|       | n > 0                                | n > 0                        | n < 0                            | n < 0                                       |
|       | {\displaystyle mn} gerade            | {\displaystyle mn} ungerade  | {\displaystyle mn} gerade        | {\displaystyle mn} ungerade                 |
| ----- | ------------------------------------ | ---------------------------- | -------------------------------- | ------------------------------------------- |
| a > 0 | {\displaystyle \mathbb {R} _{0}^{+}} | {\displaystyle \mathbb {R} } | {\displaystyle \mathbb {R} ^{+}} | {\displaystyle \mathbb {R} \setminus \{0\}} |
| a < 0 | {\displaystyle \mathbb {R} _{0}^{-}} | {\displaystyle \mathbb {R} } | {\displaystyle \mathbb {R} ^{-}} | {\displaystyle \mathbb {R} \setminus \{0\}} |

### Symmetrie und Verhalten fürx→ ±∞ undx→ 0
Für die Symmetrie gilt ähnliches wie bei ganzzahligen Exponenten: die Funktion ist gerade für gerade {\displaystyle n} und ungerade für ungerade {\displaystyle n}. Ihr Verhalten für {\displaystyle x\to 0\;(x<0)} und für {\displaystyle x\to -\infty } ist dann von ihren Symmetrieeigenschaften und von ihrem Verhalten auf der rechten Halbachse definiert.

## Anwendungen
Potenzfunktionen haben vielfältige Anwendungen in Wirtschaft, Natur und Technik:
- Proportionalitäten {\displaystyle (r=1)} tauchen in vielen Zusammenhängen auf:
  - Kosten und Warenmenge (ohne Mengenrabatt)
  - Umrechnung zwischen Währungen
  - Kreisumfang und Radius
  - Masse und Volumen (bei konstanter Dichte)
  - vergangene Zeit und zurückgelegte Wegstrecke (bei konstanter Geschwindigkeit)
  - gefahrene Wegstrecke und verbrauchte Kraftstoffmenge (bei konstantem Verbrauch)
  - Kraft und Beschleunigung (bei konstanter Masse)
  - Dehnung eines Körpers und angreifende Kraft (in gewissen Grenzen, siehe Hookesches Gesetz)
- Praktisch genauso häufig kommen reziproke Proportionalitäten {\displaystyle (r=-1)} vor (auch indirekte oder Anti-Proportionalität genannt):
  - Arbeiterzahl und Arbeitszeit
  - benötigte Zeit für eine Wegstrecke und (konstanter) Geschwindigkeit
  - benötigte Kraft und Länge eines Hebels (Hebelgesetz)
  - Masse und benötigte Kraft für gegebene Beschleunigung
- Viele Größen in Geometrie und Physik hängen quadratisch voneinander ab {\displaystyle (r=2)}:
  - Flächeninhalt eines Quadrats und seine Seitenlänge
  - Flächeninhalt eines Kreises und sein Radius
  - Spannenergie und Dehnung eines Körpers
  - Bewegungsenergie und Geschwindigkeit
  - zurückgelegte Wegstrecke und Zeit bei gleichmäßiger Beschleunigung
  - elektrische Leistung und Stromstärke bei gegebenem Widerstand
  - Luftwiderstandskraft und Geschwindigkeit bei turbulenter Strömung
- Die dritte Potenz {\displaystyle (r=3)} tritt beispielsweise in der Geometrie häufig auf:
  - Radius und Volumen einer Kugel
  - Seitenlänge und Volumen eines Würfels
- Einige physikalische Größen hängen in der vierten Potenz miteinander zusammen {\displaystyle (r=4)}:
  - Strahlungsleistung eines schwarzen Körpers und seine absolute Temperatur (Stefan-Boltzmann-Gesetz)
  - Streuquerschnitt für Lichtstreuung und Lichtfrequenz (die u. a. für die blaue Farbe des Himmels verantwortliche Rayleigh-Streuung)
  - Volumenstrom durch ein dünnes Rohr und Rohrradius (Gesetz von Hagen-Poiseuille)
- Auch nicht-ganzzahlige Potenzen kommen in vielen Zusammenhängen vor:
  - Zusammenhang zwischen Druck, Volumen und absoluter Temperatur bei adiabatischen Zustandsänderungen (siehe auch Adiabatenexponent)
  - Zusammenhang zwischen großer Halbachse {\displaystyle a} und Umlaufzeit {\displaystyle T} von Planeten bzw. Monden (3. Kepler-Gesetz)
  - Skalengesetze, beispielsweise bei Phasenübergängen, aber auch in der Biologie
  - In der Geometrie gilt für den Zusammenhang zwischen Oberflächeninhalt und Rauminhalt eines Würfels: {\displaystyle V=(O/6)^{3/2}}; eine ähnliche Formel ergibt sich bei einer Kugel.
  - Bei einem Universum, das mit einer homogenen Substanz erfüllt ist, die eine Zustandsgleichung der Form {\displaystyle p=w\rho } erfüllt, ergibt sich für die Zeitabhängigkeit des Skalenfaktors aus den Friedmann-Gleichungen: {\displaystyle a(t)\sim t^{2/3(1+w)}}.